# 이원조 (문학 평론가)
이원조(李源朝, 1909년 6월 2일 ~ 1955년)는 한국의 문학평론가이며 언론인이다. 본관은 진보(眞寶). 아호는 여천(黎泉), 임목아(林木兒)이다. 시인 이육사의 친동생이다.

## 생애
경상북도 안동 출생으로 일본에서 유학 생활을 했다. 1935년 호세이 대학 불문학과를 졸업하고 돌아온 뒤 조선일보에서 기자로 일했다.
1930년대 초반 조선프롤레타리아예술가동맹에 참여하고 《조선일보》와 《소년중앙일보》에 평론을 발표한 것을 시작으로 1930년대 활발한 활동을 했다. 사회 현실의 인식과 비판을 강조하는 이념적인 내용의 평론을 썼으며, 특히 광복 후에는 조선문학가동맹에서 '인민적 민주주의 민족문학론'을 설파했다.
왕족인 이관용의 딸과 결혼했을 정도로 명망이 높은 가문에서 유교적 소양을 쌓은데다, 서구문학을 전공하고 학예부 기자 생활을 한 그는 세련된 교양을 갖춘 좌파 지식인이었다. 외조부 허형이 독립운동가이며 둘째형인 이육사를 포함한 형제들이 의열단에 가입할 정도로 민족주의와 반일주의에 충실한 집안 분위기 속에서 성장했다. 1946년, 2년 전 중국에서 옥사한 이육사의 유고 시집인 《육사시집》을 간행했다.
광복 직후에 임화, 김남천, 이태준 등과 함께 조선문학건설본부를 결성했으며, 조선문학가동맹에서 활동하다가 한국 전쟁 이전에 월북했다. 북조선에서는 조선로동당 중앙위원회 선전선동부 부부장을 지냈고, 한국 전쟁 때는 서울로 와 남로당 기관지 해방일보의 주필로 활약했다. 이때 해방일보에서 기자로 함께 일했던 원로언론인 조덕송(전 전남일보 고문)의 회고록 《민족대드라마 증언》에 따르면 이원조는 성격이 매우 까다롭고 까칠했다고 한다. 당시 해방일보 기자는 아니었으나 좌익계 통신사인 조선통신사 기자로 있었던 이태(80년대 인기넌픽션 《남부군》의 저자) 또한 자신이 가까이서 지켜본 이원조에 대해서 "성격이 보통 사람과 달리 좀 괴팍했다"고 회고한 바 있다. 이상의 증언들 외에도 여러사람들의 증언이나 회고 등을 통해 볼때 이원조는 극도의 엘리트의식과 타고난 예민함 등으로 보통 사람과는 성격이 약간 달랐던 것같다. 그는 언론인 뿐만 아니라 문학가로도 활발한 문명을 떨쳤지만 그 정치적 비중 때문에 남로당 숙청의 칼날을 피할수는 없었다. 결국 박헌영ᆞ이승엽 간첩사건 당시 단독재판을 받은 박헌영을 제외한 다른 12명의 거물급 남로당인사들과 나란히 피고인이 되어 함께 법정에서 재판을 받는 신세가 되었다. 이 재판에서 이원조는 징역12년을 선고받음으로써 징역15년을 선고받은 윤순달과 함께 사형을 면했지만 다른 사람들의 처형과 함께 모습을 감추게 되었는데 전 남로당원으로서 해방일보 기자와 북한정권의 문화선전성 구라파부장을 역임했던 박갑동의 증언에 따르면 이때 형량에 관계없이 이원조 또한 처형된 것으로 알고 있다는 것이다.
조정래의 역사소설《태백산맥》에서는 부인과 아이들을 우익들에게 잃은 백색 테러 피해자이자, 언론을 통해 '해방전쟁'을 지원하는 언론인으로 묘사되고 있다.

## 뜬소문
SBS 드라마 야인시대의 영향으로 이원조의 사진 이 익명의 누리꾼 의해 구마적이라며 유포되기도 하였다.

## 참고자료
- 조선민주주의인민공화국 최고재판소, 〈미제국주의 고용간첩 박헌영 리승엽 도당의 조선민주주의인민공화국 정권 전복음모와 간첩사건 공판 문헌〉, 평양, 1956년.
- 김윤식 (1996년 1월 15일). 〈3. 북한문학 50년의 비평사적 검토〉. 《북한문학사론》. 서울: 새미. ISBN 8985465953.